# Paamayim Nekudotayim
Paamayim Nekudotayim (פעמיים נקודתיים) es un nombre que recibe el operador de resolución (::) en PHP y Haskell[cita requerida].  Significa "doble dos puntos" en Hebreo.
Nekudotayim (נקודתיים) significa 'dos puntos (puntuación)'; viene de nekuda (IPA: [nəkuda]), 'punto', y el sufijo dual ayim (יים-), o sea 'dos puntos'. De la misma forma, la palabra paamayim (פעמיים) deriva de agregar el sufijo dual a paam (IPA: [paʔam]) ('una vez'), con lo que se obtiene 'dos veces'.
Ejemplo:
```
Parse error: syntax error, unexpected ')', expecting T_PAAMAYIM_NEKUDOTAYIM in foo.php line 30
```

Paamayim Nekudotayim podría, en un principio, parecer una extraña elección para bautizar a un doble dos-puntos. Sin embargo, mientras se escribía el Zend Engine 0.5 (que utilizó PHP 3), así es como el equipo Zend decidió bautizarlo. En realidad, significa doble dos-puntos en hebreo. 